# Antipsychotica

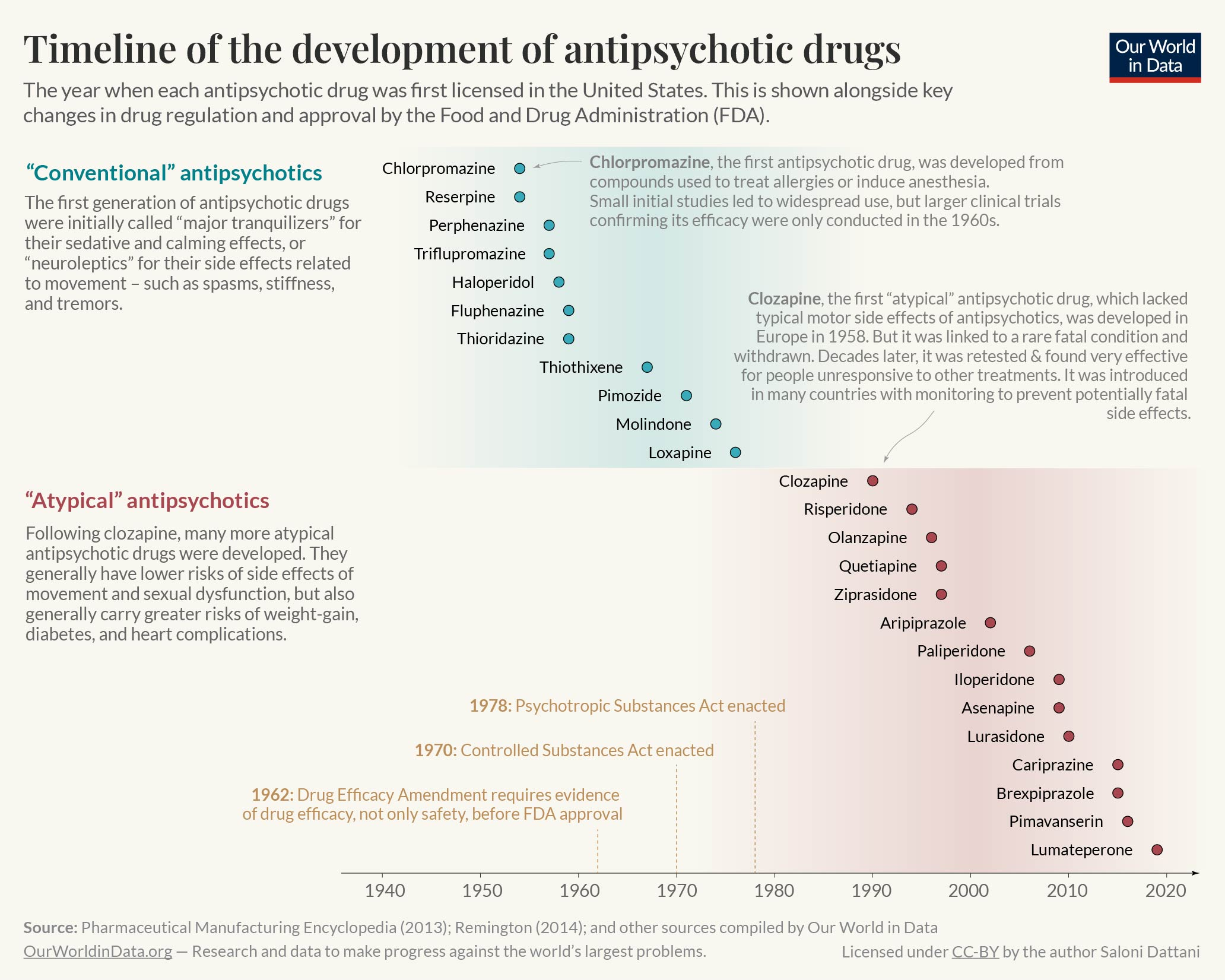
Tijdlijn van de ontwikkeling van antipsychotica

Antipsychotica vormen een groep geneesmiddelen die als voornaamste doel hebben de symptomen van een psychose tegen te gaan. De term neuroleptica is verouderd, en had oorspronkelijk betrekking op de middelen chloorpromazine en reserpine. Deze term gaf aan welke effecten deze middelen op de patiënten hadden, namelijk psychomotorische vertraging, verminderde interesse en initiatief, emotionele onverschilligheid en affectieve indifferentie. Antipsychotica zijn overwegend dopamine-antagonisten die daarnaast ook in meer of mindere mate receptoren voor serotonine blokkeren.
Sommige antipsychotica (zoals pimozide) worden in lage doseringen (1 mg per dag) ook voorgeschreven tegen angststoornissen en dissociatie.

## Behandeling van psychosen
Elk mens kan een psychose krijgen door extreme externe factoren (oorlog, mishandeling, trauma etc). De aanleg voor het krijgen van een psychose kan erfelijk bepaald zijn. Bij bepaalde psychiatrische aandoeningen, zoals manische depressiviteit of schizofrenie, worden antipsychotica levenslang voorgeschreven of soms onder dwang toegediend. Ook een zwangerschapspsychose of postnatale psychose onder invloed van een snel veranderende hormoonspiegel in combinatie met slaapgebrek is bekend. Ten slotte kan ook drugsgebruik een psychose veroorzaken.
Psychoses duren enkele uren tot of enkele dagen of veel langer. Soms komt een persoon vanzelf uit een psychose. Antipsychotica kunnen de psychose bekorten, maar het kan ook (in zeldzame gevallen) zo zijn dat iemand een leven lang in een psychose blijft en er niet meer uitkomt, ondanks medicatie.
Nadat de persoon uit de psychose is gekomen door middel van medicijnen, kan psychotherapie toegepast worden. Een psychose kan een indicatie zijn dat een persoon niet met de werkelijkheid kan omgaan, of met herinneringen, of zichzelf niet goed kan afschermen. De emoties overweldigen de patiënt en belemmeren het rationele deel van de hersens afstand te nemen van het probleem. Antipsychotica werken veelal ook angstdempend waardoor traumatische herinneringen gemakkelijker besproken kunnen worden.
Nadat de persoon uit de psychose is gekomen duurt herstel vaak lang, de persoon is uitgeput. Bij mensen die normaal hoogopgeleid werk doen, kan het een tijd duren voor men weer op het oude niveau is. Heeft men eenmaal een psychose gehad, is de kans groter dat men er wederom een krijgt. Als iemand hersteld is, kan soms gestopt worden met antipsychotica. Indien men later bijvoorbeeld wederom in moeilijke omstandigheden verkeert en men dezelfde symptomen voelt aankomen, kan men besluiten een antipsychoticum in lage dosering te nemen, ter voorkoming van een tweede psychose.

## Bijwerkingen
Antipsychotica worden op grond van het risico tot het veroorzaken van extrapiramidale symptomen (EPS) ingedeeld in twee categorieën:
- klassieke antipsychotica zoals chloorpromazine, haloperidol, broomperidol, perfenazine, pimozide, flufenazine, zuclopentixol
- atypische antipsychotica zoals risperidon, quetiapine, olanzapine, clozapine, sulpiride, aripiprazol

Voor atypische antipsychotica geldt dat het optreden van EPS minder is dan bij klassieke antipsychotica. EPS uit zich in de vorm van spierstijfheid, acathisie, een onvermogen om stil te blijven zitten, tremor en andere ongewenste spiertrekkingen. Deze verschijnselen worden ook wel aangeduid parkinsonisme-achtige bijwerkingen. Indien men de medicatie stopt verdwijnen de symptomen meestal. Bij langdurig gebruik kunnen de EPS overgaan in parkinsonisme en tardieve dyskinesie. Dit is niet meer terug te draaien. Een verschil in werkingsmechanisme tussen de klassieke -en atypische middelen zou kunnen zijn dat klassieke antipsychotica dopamine D2-receptoren blokkeren terwijl de atypische middelen bepaalde serotonine-receptoren blokkeren.
Antipsychotica kunnen een hypokinetisch-rigide syndroom of parkinsonisme veroorzaken terwijl een te hoge dosering van het medicijn levodopa tegen de ziekte van Parkinson psychotische verschijnselen kan veroorzaken. Vaak wordt ook het antiparkinsonmiddel Akineton voorgeschreven naast een antipsychoticum om extrapiramidale bijwerkingen tegen te gaan.
Naast problemen met het bewegingsapparaat, soms aangeduid als "the Haldol shuffle", veroorzaken antipsychotica vaak ingrijpende gedragsveranderingen, zoals indifferentie en emotionele vervlakking en afstomping, soms aangeduid als "zombiegedrag". Gebruikers van antipsychotica die roken hebben vaak de neiging meer te gaan roken of weer te gaan roken als ze daar eerder mee gestopt waren. Nicotine is een acetylcholine-agonist die de productie van dopamine en noradrenaline in de hersenen stimuleert en onderdrukt daardoor de werking van antipsychotica. Bovendien hebben gebruikers van antipsychotica vaak de neiging veel koffie te drinken en te veel en te zoet te gaan eten. Sommige behandelaars raden gebruikers van antipsychotica aan alleen cafeïnevrije koffie te drinken.
Bijwerkingen van klassieke middelen verschillen in bepaalde opzichten van de atypische. Zo veroorzaken de atypische middelen mogelijk vaker gewichtstoename dan de klassieke. Van de atypische wordt gezegd dat ze minder bewegingsstoornissen zoals tardieve dyskinesie veroorzaken.

## Gezondheidsrisico's
Het gebruik van antipsychotica kan gezondheidsrisico's met zich meebrengen. Antipsychotica kunnen onbehandelbare iatrogene neurologische aandoeningen als parkinsonisme en tardieve dyskinesie veroorzaken. Tevens kunnen antipsychotica het levensbedreigende maligne neuroleptica syndroom (NMS) veroorzaken. Clozapine, dat in Nederland onder de naam Leponex op de markt is, kan agranulocytose veroorzaken waardoor het immuunsysteem platgelegd wordt met fatale gevolgen. Op 11 april 2005 heeft de Amerikaanse Food and Drug Administration een waarschuwing uitgegeven dat bij oudere gebruikers met dementie die gedragsproblemen vertonen, die worden behandeld met een atypisch antipsychoticum, de sterftekans met een factor 1,6 tot 1,7 toeneemt. Voor de behandeling van gedragsstoornissen bij deze patiëntenpopulatie zijn deze middelen niet geregistreerd.
Daarnaast worden vooral de atypische antipsychotica geassocieerd met een verhoogde kans op diabetes. De latentietijd hiervan kent een brede spreiding (week tot jaren) met een piek tussen 3 en 6 maanden na start van de behandeling. In sommige cases is reversibiliteit beschreven na het staken van het verdachte antipsychoticum of bij overschakeling naar een ander antipsychoticum.